# 茶托

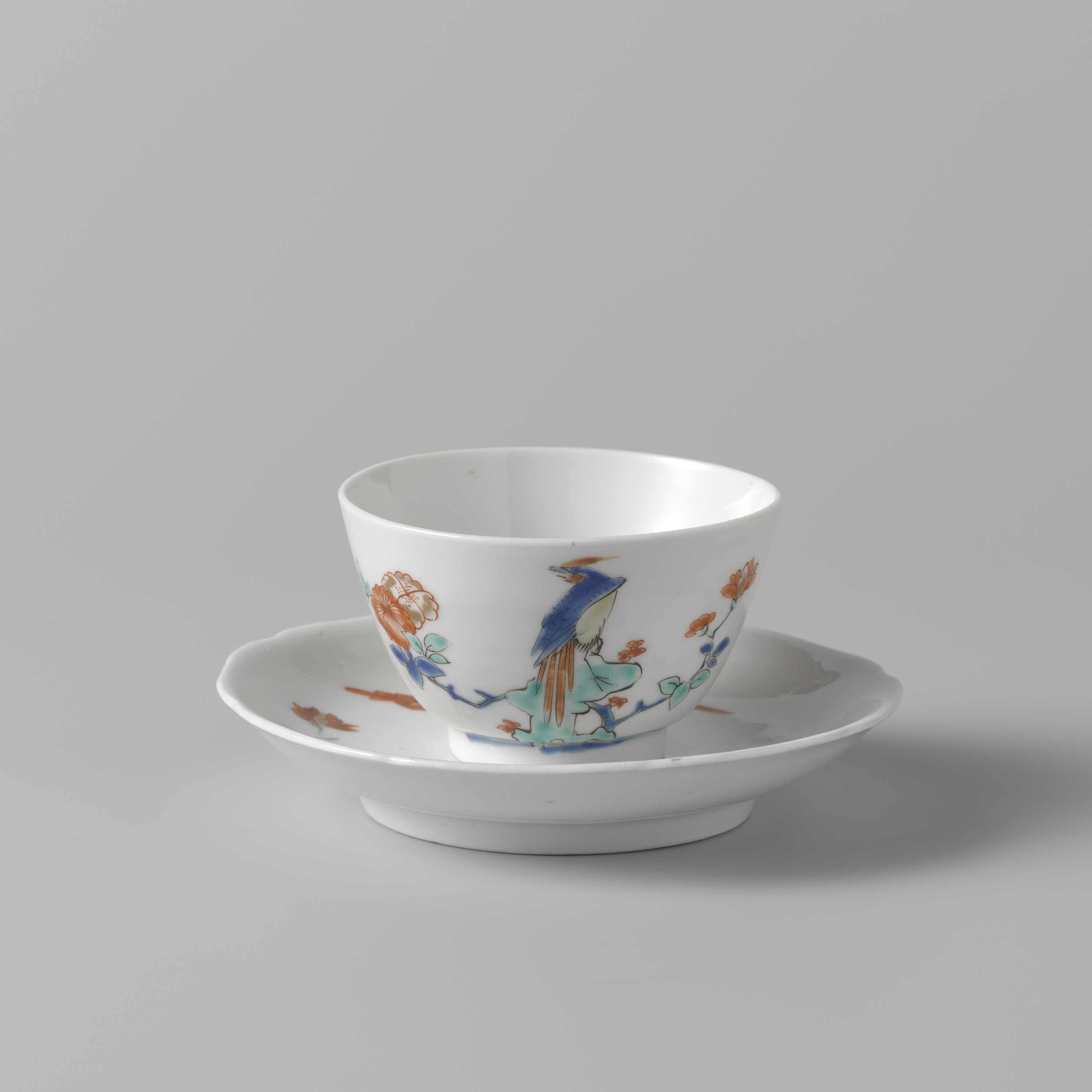
茶托

茶托（ちゃたく）は、湯茶の入る茶碗の下に敷く受け皿。もっとも、茶を飲む時に絶対に必要なものというものではないため、日常生活においては使われないこともある。逆に、客を接待する際には相手に対する敬意を表すための礼儀として用いられることが多い。
茶托は煎茶などを供するときに用いられる。紅茶やコーヒーなどを供するためのカップにもソーサーと呼ばれるものがあるが茶托とは起源が異なる（ソーサー参照）。なお、抹茶を飲む茶碗には使わないが、茶道では天目台という道具がある（後述のように天目台は煎茶道では茶托に変化した）。

## 概説
大陸から伝わった茶碗は磁器で熱伝導率が高く、熱いお茶を入れると直接持つことができなかった。そのため天目台と呼ばれる道具が使われていたことが室町時代の伝書の記述にある。天目台に茶碗をのせた状態で飲むことで直接厚い茶碗に触れずに済むようにした。
江戸時代には煎茶が普及するとともに茶碗が小型化し、台も小型の茶托へと変化した。
材質は陶器や磁器、ステンレス、鉄、銅、ピューター、真鍮、アルミ、合成樹脂などの多様に存在するようになっている。

## 種類
材質で大別すると
- 金属製
  - 錫
  - 金
  - 銀
  - 銅
- 木製
  - 生成
  - 漆器
- 藤・竹製

形状でわけると
- 円形
- 楕円形
- 木瓜形
- 船形

などとなる。
なお、木目の通る道具や部材の多くは強度を保つために横目に使われており、木製の茶托は木目が横目になった状態を正面とする。

## 煎茶道の茶托
茶托は流派によっては「托子」「茶台」「茶托子」「納敬（のうけい）」などと呼ばれる。

### 歴史
江戸時代中期に清から杯と杯台が輸入されるようになるが、日本の煎茶法でこの杯を茶碗に転用する際に、杯台が茶托に転じた物と考えられる。輸入杯台は錫製が大半であり、結果、日本の煎茶道では現在に至るまで錫製の茶托を最上とするようになった。その後、木製茶托も生産されるようになった。
錫製の茶托は煎茶、玉露などの高級茶を入れる小さめの茶碗に。木製の茶碗は番茶など普段用の茶を入れる大きめの茶碗に合わせるのが正当とされる。最も、木製の茶托でも輪島塗や鎌倉彫など錫製の茶托より遙かに高価な物も少なくない。
錫製の茶托については、煎茶道では年代を経て黒ずんでいる物の方が価値が高いとされる。また楕円形より円形の方がいいとされている。中国製では「張星栄造」「肖天泰」「乾茂号造」などの銘が入っている物、国産では泰造六作成の物は高価で取り引きされている。

### 作法
煎茶道では一般的に茶を飲むときは一口目は茶碗は茶托ごと取り上げ、一礼した後で茶托のみを置き、利き手で茶碗を取って一方の手で添えて飲む（二口目以降は一方の手は添える程度でよいとされている）。茶托のもとになった天目台の作法でも、客が手を熱くしないよう据えられた台であるため、気遣いに応えるためにも台ごと頂くとされ、直接持てそうな温度になったときは茶碗を台から降ろして飲んで良いとされていた。
煎茶道の流派により様々だが、茶を飲み終わった後は茶碗を茶托に伏せるのを推奨する流派と、茶托に茶渋が付くとして厳禁する流派がある。

## 中国茶の茶托
唐時代に喫茶の風習が始まった中国でも、熱湯を入れた茶碗を直接持たなくてもいいようにするための道具があったとされる。しかし茶の飲用方の変化によりその後廃絶、近年の茶芸によって復活した。
形式には、茶杯だけをのせる円形の物、茶杯と聞香杯をのせられる長方形・楕円形の物がある。材質は木製、金属製、陶磁器製など。
煎茶の茶托は茶碗の高台に合わせた円形のくぼみが付いていることが多いが、中国茶の茶托は単なる小さい皿か盆のような形状をしている物が多い。